# Fernando do Ó
Fernando do Ó Neto ou Fernando do Ó (Santa Maria, 3 de maio de 1941) é um percussionista brasileiro.
Ao longo de sua trajetória tocou com vários artistas, entre os quais Tito Puente, Ivan Lins, Al di Meola, Egberto Gismonti, Djalma Corrêa e Roberto Carlos.

## Prêmios e indicações

### Prêmio Açorianos
| Ano  | Categoria                   | Indicação     | Resultado |
| ---- | --------------------------- | ------------- | --------- |
| 1992 | Instrumentista              | Fernando do Ó | Indicado  |
| 1993 | Instrumentista de Percussão | Fernando do Ó | Venceu    |
| 1994 | Instrumentista de Percussão | Fernando do Ó | Indicado  |
| 1995 | Instrumentista de Percussão | Fernando do Ó | Indicado  |
| 1997 | Instrumentista de Percussão | Fernando do Ó | Indicado  |